# Połubeczki (kolonia)
Połubeczki (lit. Palubėliai) – kolonia na Litwie, w okręgu wileńskim, w rejonie wileńskim, w Kowalczuki.

## Historia
W dwudziestoleciu międzywojennym leżały w Polsce, w województwie wileńskim, w powiecie wileńsko-trockim, w gminie Szumsk.
Po II wojnie światowej w granicach Związku Sowieckiego. Od 1991 na niepodległej Litwie.